# Презентація для ліфту
Презентація для ліфта (або промова для ліфта) (англ. Elevator Pitch або Elevator Speech) — коротка розповідь про концепцію продукту, проєкту або сервісу. Термін відображає обмеженість за часом — довжина презентації повинна бути такою, щоб вона могла бути повністю розказана за час поїздки на ліфті, тобто близько тридцяти секунд або 100—150 слів.
Термін зазвичай використовується в контексті презентації антрепренером концепції нового бізнесу партнеру венчурного фонду для отримання інвестицій. Оскільки представники венчурних фондів прагнуть якомога швидше приймати рішення про перспективність або безперспективність того чи іншого проєкту або команди, первинним критерієм відбору стає якість «презентації для ліфта». Відповідно, якість цієї промови та рівень її підношення мають чільне значення і для керівника стартапу, що прагне знайти фінансування.
Правильно складена презентація для ліфта відповідає на питання:
- Який продукт пропонується,
- Які переваги має продукт,
- Інформація про компанію.

Тексти, які можна називати «презентацією для ліфта», часто використовуються і представниками інших професій — комівояжерами, продавцями, менеджерами проєктів — тобто людьми, яким необхідно швидко донести основну ідею для слухача, хоча сам термін, як правило, в такому вигляді не використовується. Різновидом «презентації для ліфта» можна вважати короткі анотації на обкладинках книг.